# École nationale supérieure de techniques avancées Bretagne
De École nationale supérieure de techniques avancées Bretagne, ook wel ENSTA Bretagne (vroeger ENSIETA) , is een in 1971 opgerichte grande école (technische universiteit). in Brest.